# Будер (актёр-комик)
Мохаммед Беньямна, более известный как "Будер" (фр. Mohammed Benyamna, mieux connu sous le nom Booder) (13 августа 1978, Буарфа, Марокко) — французский актёр-комик театра и кино и юморист марокканского происхождения.

## Биография
Родился 13 августа 1978 года в Буарфе. В возрасте одного года переехал вместе с родителями в Париж и посвятил этому городу всю оставшуюся жизнь. Обучаясь в начальной школе, он принимал активное участие в создание школьного драматического театрального кружка, где играл комические роли, что и определило его дальнейшую комедийную карьеру. По совету родителей он вышел на сцену и стал актёром-комиком, но при одном условии, чтобы тот успешно учился и сдал экзамены. Он сдержал своё слово — будущий актёр-комик получил учёную степень бакалавра в области бухгалтерского учёта и после окончания учёбы уже навсегда закрепился в качестве актёра-комика. 24 июня 1999 года он получил французское гражданство, при этом не отказываясь от марроканского. В актёрской карьере засветился в начале 2000-х годов, где он играл роли спектаклей в составе трио с двумя другими комиками, но не добился успеха и начал играть в моноспектаклях. Начиная с 2004 года он выступал в моноспектаклях различных парижских театров. Его заметил продюсер Рашид Ульд-Али, и ему доверили вести первую часть шоу Мусса Диуфа в Театре дю Гимназ в Париже. Во французском кинематографе дебютировал в 2003 году в фильме Корпус в корпусе и снялся в 17 работах в кино и телесериалах. Актёра-комика легко узнать по небольшому размеру, нетипичному телосложению и шляпе. В 2020 году написал и издал книгу мемуаров тиражом в 10.000 экземпляров

## Участие в телевизионных телепередачах
- В 2011 году принял участие в телеигре Ключи от форта Байяр, где во время одного из испытаний ("Ринг на бегущей дорожке") из-за сильных ударов по груше, развеселил всю Францию, а также и весь Мир. В итоге команда в составе его самого, Каролин Коста, Рио Мавуба, Марлен Мурро, Алехандра Песле и Тедди Райнера ушла из телеигры с утешительным призом в 3.000 Евро.
- В 2014 году он повторно принял участие в данной телеигре. И вновь команду постигла неудача, они вновь взяли утешительный приз в 3.000 Евро.
- В 2014 году он сыграл в марроканской версии телеигры Ключи от форта Байяр под названием Джазират Аль-Канц.
- В 2020 году он повторно принял участие во французской версии телеигры. На этот раз команде улыбнулась удача, они забрали 13.146 Евро.